# Mariaveld
Mariaveld (Limburgs: Mariaveldj) is met circa 1340 inwoners de grootste woonwijk van Susteren, in de provincie Limburg (Nederland), en omvat het middelste gedeelte van de woonkern. Het is een van de oudere wijken van Susteren.

## Beschrijving
Mariaveld wordt omsloten door de Wilhelminalaan en Tiendschuur in het noorden, de spoorlijn Sittard - Roermond in het oosten, de Stationsstraat in het zuiden en de Louerstraat en de Oude Rijksweg-Noord in het westen. Ten noorden van de wijk ligt de wijk Wolfskoul, ten oosten de wijk Heide, ten zuiden de wijken In de Mehre en Susteren-centrum en ten westen de wijk Middelveld. Er zijn 20 straten met ongeveer 450 woningen. Het merendeel van de woningen is vrijstaand of twee-onder-één-kap, maar er zijn ook enkele rijtjeswoningen. Omdat Mariaveld tegen de andere wijken aan ligt, is een scheiding vrijwel niet zichtbaar, behalve de scheiding met Heide, die door de spoorlijn wordt bepaald. Mariaveld en Heide worden via een tunnel met elkaar verbonden.

## Elementen en voorzieningen
De wijk is wat voorzieningen betreft vooral aangewezen op het centrum van Susteren. In Mariaveld bevindt zich wel een basisschool, Basisschool In 't Park. Tevens staat er een van de twee kerken van Susteren, de Rooms-katholieke kerk O.L. Vrouw Onbevlekt Ontvangen. Dit is een in rode bakstenen opgetrokken neoromaans bouwwerk uit het jaar 1917, gebouwd naar een ontwerp van de uit Tegelen afkomstige architect Caspar Franssen. Bij deze kerk bevindt zich het klooster van de Congregatie van de Heren Lazaristen, dat eveneens Mariaveld is genaamd en waarnaar deze wijk werd vernoemd.
In het zuidelijkste puntje van Mariaveld bevindt zich het station Susteren, waar ieder half uur twee stoptreinen stoppen (één richting Roermond en één richting Sittard).
Kernen: Dieteren · Echt · Koningsbosch · Maria Hoop · Nieuwstadt · Pey · Roosteren · Sint Joost · Slek · Susteren

Buurten en buurtschappen: Aan het Echterbosch · Aan Reijans · Aasterberg · Baakhoven · Berkelaar · Christinawijk · Echterbosch · Frenkenshof · Gebroek · Gulickshof · Haeselaarbroek · Heide · Hingen · Hommelhof · Illikhoven · Kokkelert · Lange Bosschen · Liboscherveld · Mariaveld · Pepinusbrug · Pepiniushof · In de Mehre · Middelveld · Munsterveld · Oevereind · Ophoven · Oud-Roosteren · Putbroek · Schilberg · Sint Anna · Sint Antoniushoeve · Spaanshuisken · Visserweert · Vogelsang · Wolfskoul

Bedrijventerreinen: De Berk · Businesspark ML · Dieterderweg · De Loop · Wolfskoul

Limburg: Steden en dorpen      Nederland: Provincies · Gemeenten